# Le Pont du trieur
Pour plus de détails, voir Fiche technique et Distribution.
Le Pont du trieur est un documentaire français réalisé par Charles de Meaux et Philippe Parreno, sorti en 2000.

## Fiche technique
- Titre : Le Pont du trieur
- Réalisation : Charles de Meaux et Philippe Parreno
- Scénario : Charles de Meaux et Philippe Parreno
- Photographie : Charles de Meaux et Philippe Parreno
- Son : Charles de Meaux
- Montage : Guillaume Ledu et Charles De Meaux
- Musique : Catherine Stargand et Dave Stewart
- Production : Anna Sanders Films
- Distribution : Tadrart Films
- Pays de production :  France
- Genre : documentaire
- Durée : 74 minutes
- Date de sortie : 
  - France : 24 mai 2000

## Distribution
- Thibault de Montalembert
- Camille Japy
- Ogonozar Aknazarov

## Sélection
- Festival de Cannes 2000 (programmation de l'ACID)[1]